# Lata 90. XX wieku
Lata 90. XX wieku
Stulecia: XIX wiek ~ XX wiek ~ XXI wiek
Dziesięciolecia: 1940–1949 « 1950–1959 « 1960–1969 « 1970–1979 « 1980–1989 « 1990–1999 » 2000–2009 » 2010–2019 » 2020–2029 » 2030–2039 » 2040–2049
Lata: 1990 • 1991 • 1992 • 1993 • 1994 • 1995 • 1996 • 1997 • 1998 • 1999

## Wydarzenia w Polsce

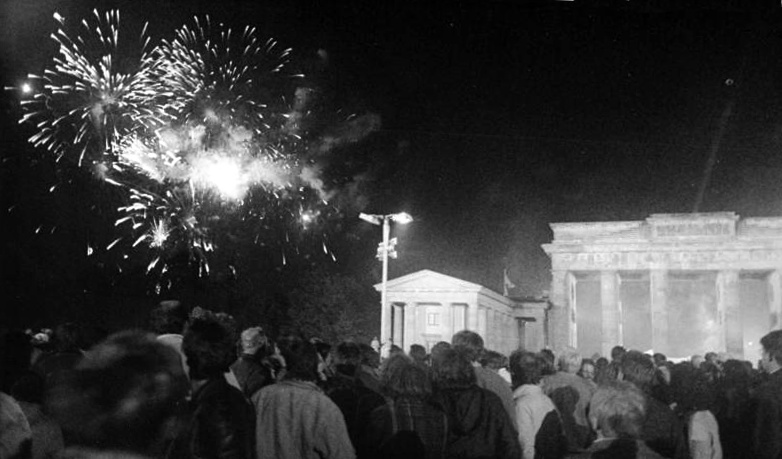
Fajerwerki nad Bramą Brandenburską z okazji zjednoczenia Niemiec, 3 października 1990 roku

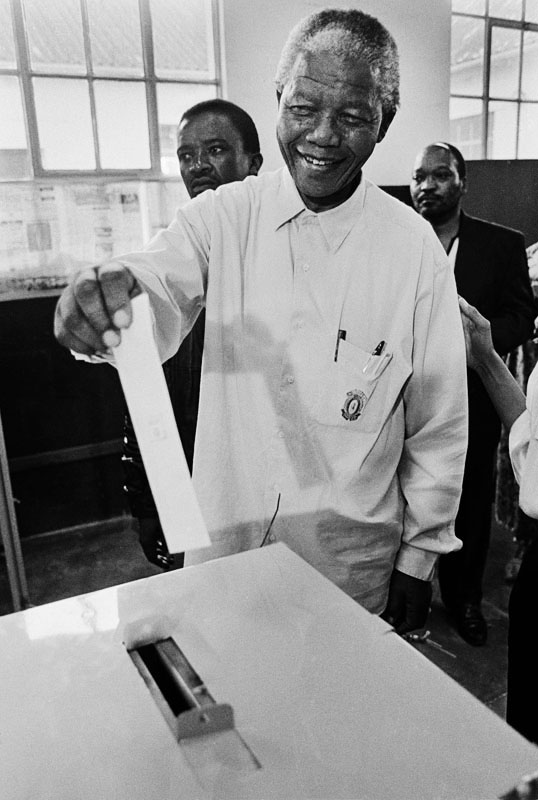
Nelson Mandela oddający głos podczas wyborów prezydenckich w Republice Południowej Afryki – 1994

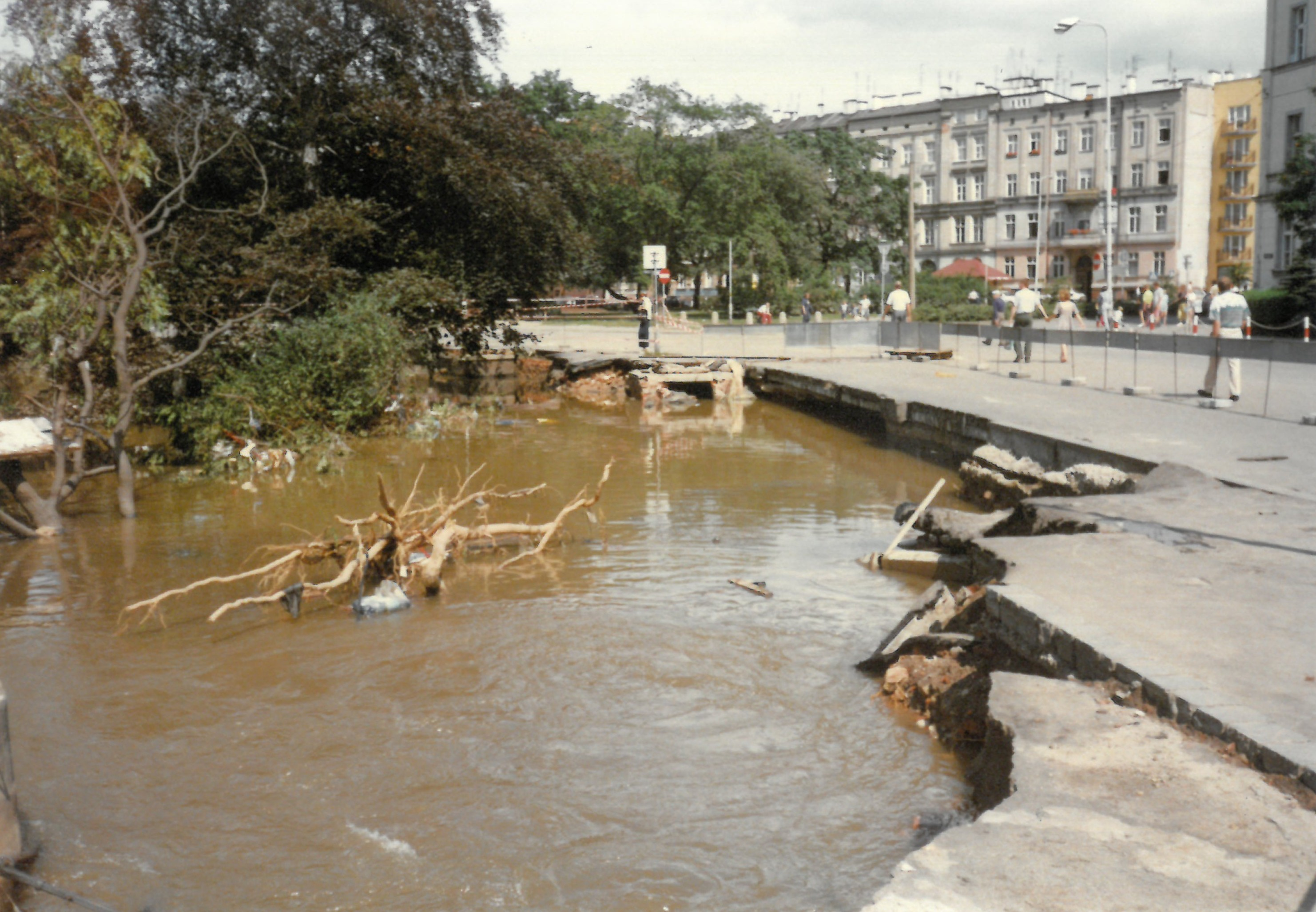
Powódź tysiąclecia – szkody popowodziowe we Wrocławiu

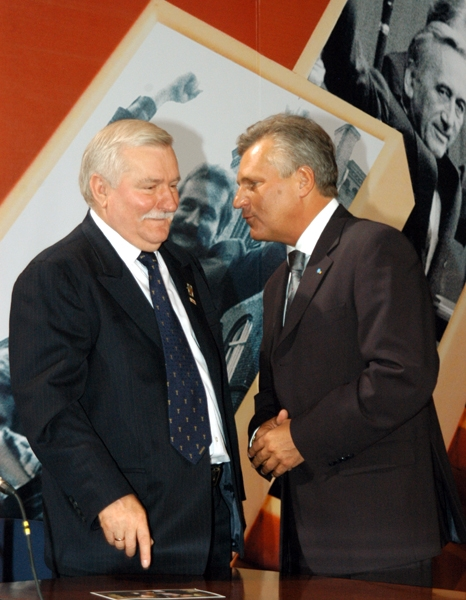
Prezydenci Polski Aleksander Kwaśniewski (urzędujący w latach 1995–2005) oraz Lech Wałęsa (urzędujący w latach 1990–1995) podczas obchodów 25-lecia NSZZ „Solidarność”

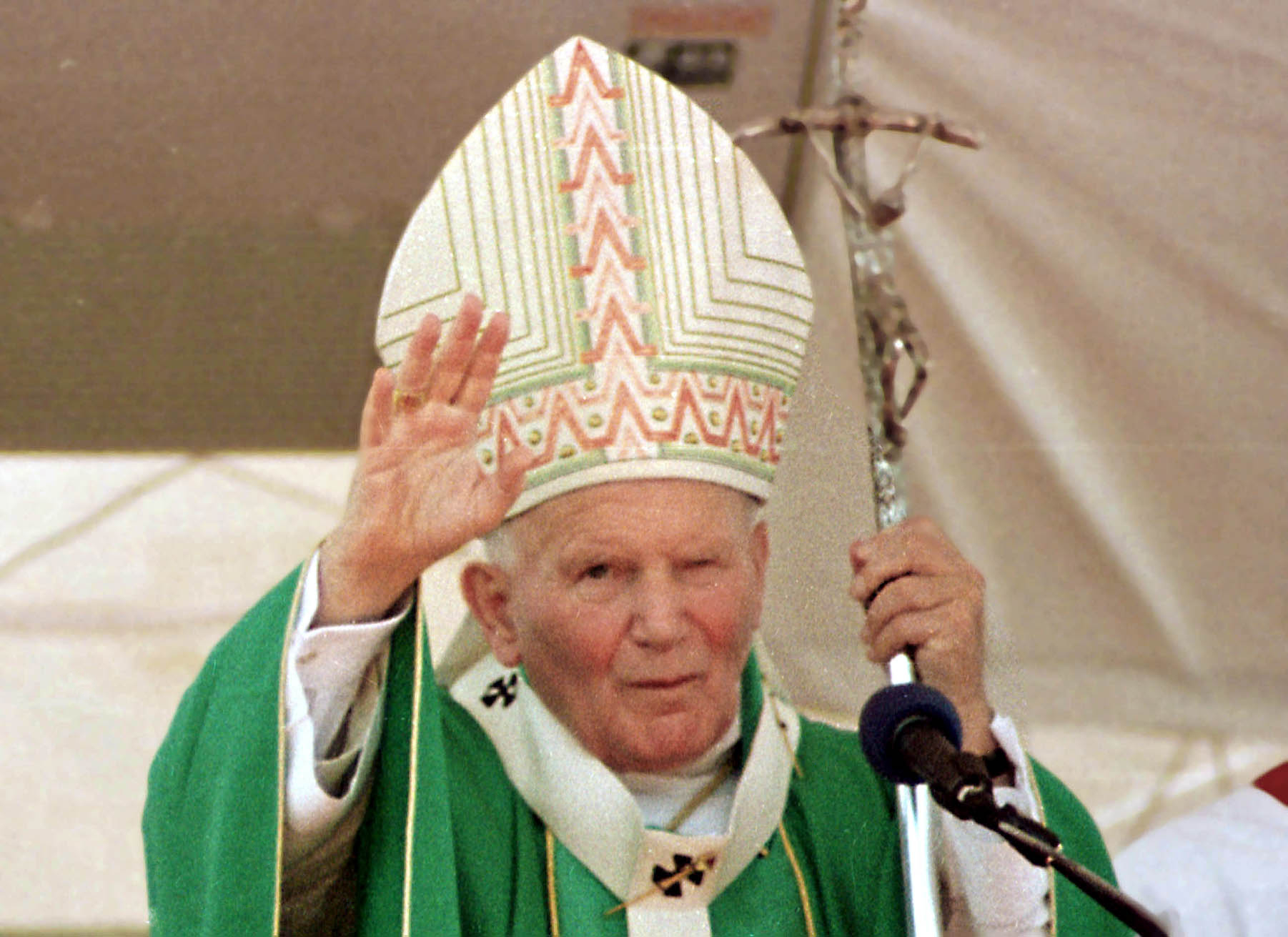
Papież Jan Paweł II podczas pielgrzymki w Brazylii, 1997

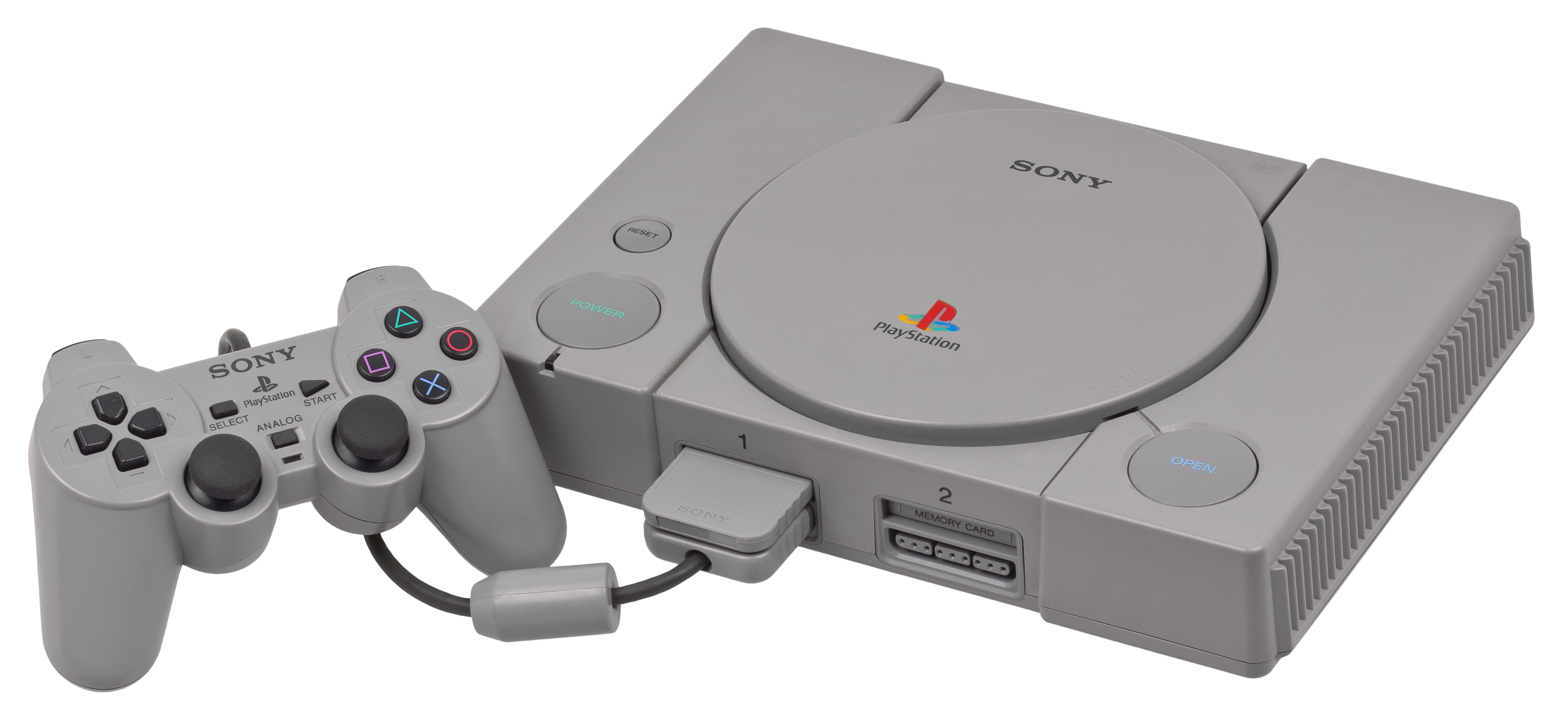
Konsola PlayStation

- 1990 – wybór na prezydenta RP Lecha Wałęsy[1]; wprowadzenie krajowej domeny najwyższego poziomu jako .pl[2]
- 1990–1997 – kontynuacja okresu transformacji ustrojowej w Polsce zapoczątkowanej w 1989 roku[3]
- 1991 – pierwsze całkowicie wolne wybory do Sejmu po II wojnie światowej[4]
- 1993  – wyjście z Polski wojsk radzieckich[5]
- 1995 – wybór na prezydenta RP Aleksandra Kwaśniewskiego[6]; denominacja złotego[7]
- 1996 – koncert Michaela Jacksona w Warszawie (HIStory World Tour)[8]
- 1997 – powódź tysiąclecia w dorzeczu Odry i Wisły[9], uchwalenie Konstytucji RP[10]
- 1998 – Zamieszki w Słupsku[11]
- 1999 – wstąpienie Polski do NATO[12]

## Wydarzenia na świecie
- 1990 – zjednoczenie Niemiec[13]; początek konfliktów na Kaukazie (m.in. wojna o Górski Karabach); Agresja Iraku na Kuwejt
- 1991 – Wydarzenia styczniowe[14], Operacja Pustynna Burza[15]; Pucz moskiewski[16]; rozpad ZSRR; rozpoczęcie wojen secesyjnych w Jugosławii, które trwały aż do 2001 ostatnie walki w Macedonii; koniec wojny domowej w Etiopii; śmierć Freddiego Mercury’ego.
- 1992 – Zamieszki w Los Angeles w 1992 roku[17]; wybuch wojny w Bośni i Hercegowinie; secesja Abchazji od Gruzji; Oblężenie Sarajewa
- 1993 – Zamach na World Trade Center w 1993 roku[18]; ratyfikacja Traktatu z Maastricht, powstała Unia Europejska; rozpad Czechosłowacji[19], Oblężenie Waco[20].
- 1994 – upadek polityki apartheidu i wybranie Nelsona Mandeli na pierwszego czarnoskórego prezydenta Republiki Południowej Afryki; wybuchła pierwsza wojna w Czeczenii[21]; wojna domowa w Rwandzie i ludobójstwo w Rwandzie – masakra osób pochodzenia Tutsi dokonana przez ekstremistów Hutu, w ciągu około 100 dni zamordowano od 800 000 do 1 071 000 ludzi; podczas wyścigu o Grand Prix San Marino zginął brazylijski kierowca Formuły 1 Ayrton Senna; otwarcie Eurotunelu łączącego Francję i Wielką Brytanię; śmierć dyktatora Korei Północnej Kim Ir Sena, władzę przejmuje syn Kim Dzong Il; śmierć Kurta Cobaina
- 1995 – Zamach terrorystyczny w Oklahoma City; śmierć w zamachu na premiera Izraela Icchaka Rabina, Masakra w Srebrenicy.
- 1996 – urodziła się owca Dolly, pierwszy sklonowany ssak; I wojna domowa w Kongu – obalenie dyktatorskich rządów Mobutu Sese Seko.
- 1997:
  - na koncert Jeana-Michela Jarre’a przybywa 3,5 miliona ludzi.
  - w wypadku samochodowym w Paryżu zginęła księżna Diana – księżna Walii.
- 1999:
  - rozszerzenie NATO; wybuch drugiej wojny w Czeczenii; bombardowania Belgradu i Jugosławii przez lotnictwo NATO w związku z konfliktem w Kosowie
  - miała miejsce masakra w Columbine High School, jeden z najbardziej krwawych zamachów dokonanych na terenie placówki oświatowej w historii.

## Muzyka
- największa popularność muzyki grunge[22]
- intensywny rozwój elektronicznej muzyki tanecznej (klubowej)[22] – powstanie gatunków trance[23], breakbeat, drum & bass[24], hardcore[25] oraz początki muzyki dubstep i hardstyle pod koniec tej dekady[26]; największa popularność muzyki eurodance[27] i eurobeat, początki popularności muzyki house[22] oraz największa popularność muzyki techno na początku tej dekady[28], a pod koniec dekady początki wzrostu popularności muzyki trance
- intensywny rozwój i wzrost popularności muzyki pop[22]
- w Polsce początki muzyki hip-hop i rap oraz największa popularność nurtu polskiej muzyki tanecznej – disco polo i początki oraz duża popularność polskiej muzyki dance w połowie dekady[29], początki działalności polskich twórców i wykonawców gatunków elektronicznej muzyki tanecznej (muzyki klubowej) i sukcesy za granicą polskich twórców sceny minimal techno[22]
- Otwarcie popularnych, prywatnych stacji radiowych w Polsce: RMF FM, potem Radio Zet[30].

## Nauka
- Odkrycie pierwszych planet pozasłonecznych
- Przedstawiono M-teorię
- Pierwsze sklonowane zwierzę – Owca Dolly
- Start Projektu poznania genomu ludzkiego
- Początki zastosowania identyfikacji DNA w kryminologii.
- Zastosowanie komercyjne inżynierii genetycznej
- Wystrzelenie teleskopu Hubble’a w 1990; rewolucja w astronomii
- Eksploracja Marsa przez sondę Mars Pathfinder
- Recykling oraz zwrócenie uwagi na produkcję produktów ulegających biodegradacji
- Sonda Galileo bada Jowisza
- System GPS osiąga pełną sprawność
- Początek budowy Międzynarodowej stacji kosmicznej

## Technologia

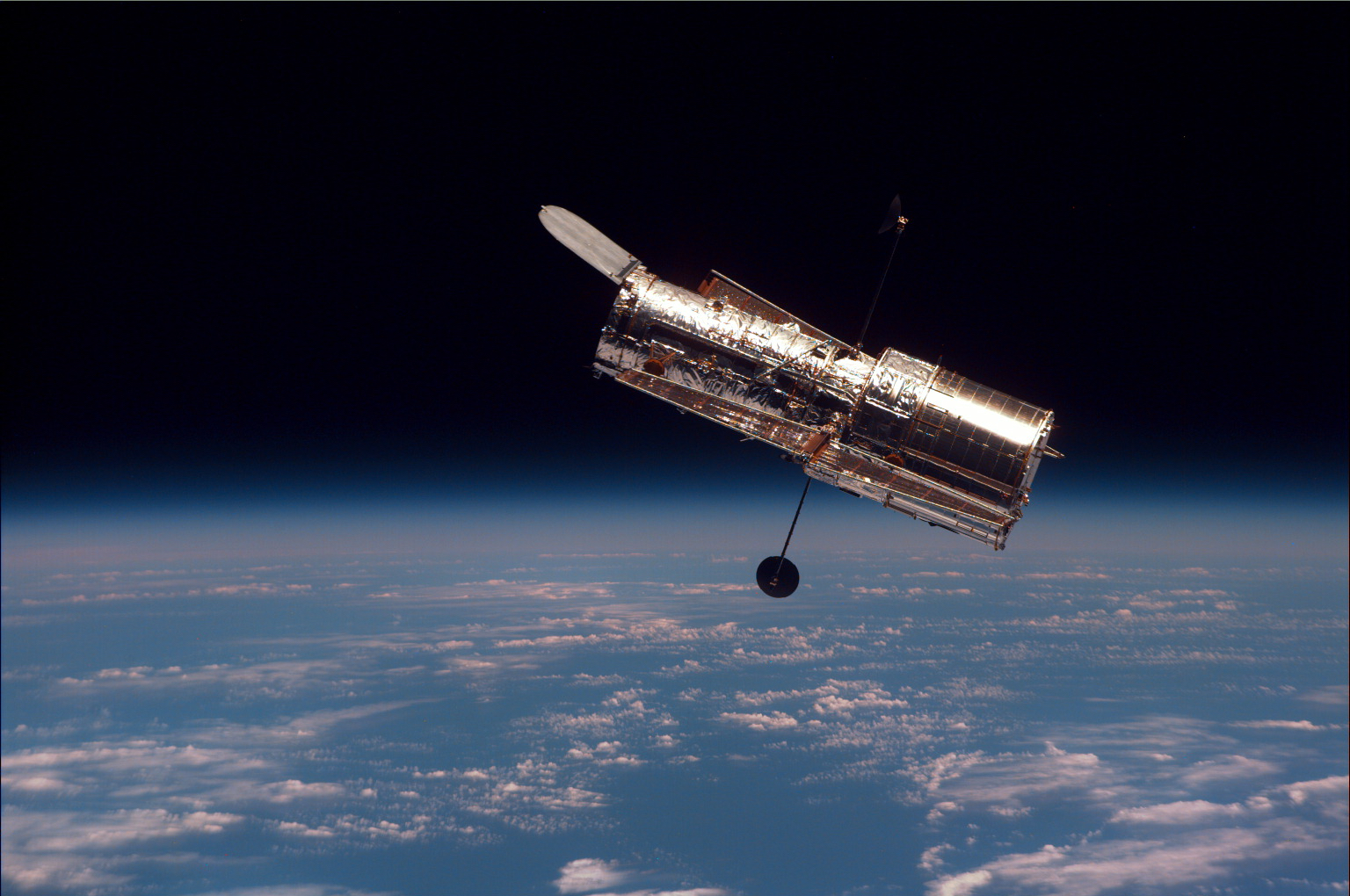
Kosmiczny Teleskop Hubble’a

- 1992 – Nowość w telefonach komórkowych, wysyłanie i odbieranie SMS
- 1993 – Wprowadzenie procesora Pentium
- 1994 – Premiera PlayStation
- Rozwój Internetu
- Masowe zastosowanie telefonów komórkowych
- Popularność nośników CD oraz zapisu informacji na nich.
- Pojawienie się na rynku aparatów cyfrowych i kamer cyfrowych, laptopów, odtwarzaczy MP3, odtwarzaczy DVD, nawigacji satelitarnych oraz ogólny wzrost popularności elektroniki
- Rozwój telewizji dzięki satelitom telekomunikacyjnym
- Systemy operacyjne np.: Windows, GNU, Linux i silny rozwój oprogramowania
- Rozwój nowoczesnych telewizorów plazmowych
- Powstaje Toyota Prius, pierwszy seryjnie produkowany i sprzedawany na świecie samochód hybrydowy.

## Osoby

### Polscy politycy
- Wojciech Jaruzelski
- Lech Wałęsa
- Aleksander Kwaśniewski
- Ryszard Kaczorowski
- Tadeusz Mazowiecki
- Waldemar Pawlak
- Mieczysław Rakowski
- Jan Krzysztof Bielecki
- Jan Olszewski
- Jarosław Kaczyński
- Lech Kaczyński
- Hanna Suchocka
- Józef Oleksy
- Włodzimierz Cimoszewicz
- Jerzy Buzek
- Bronisław Geremek
- Zbigniew Religa
- Donald Tusk
- Wiesław Chrzanowski
- Stefan Niesiołowski
- Jacek Kuroń

### Politycy zagraniczni
- Michaił Gorbaczow
- Boris Jelcyn
- Władimir Putin
- George H.W. Bush
- Bill Clinton
- Jiang Zemin
- Augusto Pinochet
- Frederik de Klerk
- Nelson Mandela
- Saddam Husajn
- Fidel Castro
- Mu’ammar al-Kaddafi
- Husni Mubarak
- Hafiz al-Asad
- Jaser Arafat
- Icchak Rabin
- Elżbieta II
- Akihito
- Silvio Berlusconi
- Václav Havel
- Aleksander Łukaszenka
- Slobodan Milošević
- Jacques Chirac
- François Mitterrand
- Helmut Kohl
- Gerhard Schröder
- Margaret Thatcher
- Diana Spencer
- John Major
- Tony Blair
- Kim Ir Sen
- Kim Dzong Il

### Filmowcy
- Al Pacino
- Robert De Niro
- Woody Allen
- Krystyna Feldman
- Cezary Pazura
- Arnold Schwarzenegger
- Antonio Banderas
- Mel Gibson
- Kate Winslet
- Sharon Stone
- Leonardo DiCaprio
- Kurt Russell
- Julia Roberts
- Jodie Foster
- Andrzej Wajda
- Krzysztof Krauze
- Roman Polański
- Mike Myers
- Jim Carrey
- Rowan Atkinson
- Charlotte Gainsbourg
- Brad Pitt
- Tom Hanks
- Johnny Depp
- John Travolta
- Andrzej Grabowski
- Clint Eastwood
- Pierce Brosnan
- Chuck Norris
- Michael Douglas
- Michelle Pfeiffer
- Gary Oldman
- Nicolas Cage
- Cameron Diaz
- Francis Ford Coppola
- David Fincher
- Bruce Willis
- Samuel L. Jackson
- Christopher Walken
- Marlon Brando
- Angelina Jolie
- Chris Penn
- Jack Nicholson
- Sydney Pollack
- Tom Cruise
- Nicole Kidman
- Keanu Reeves
- Sandra Bullock
- Sarah Jessica Parker
- Catherine Zeta-Jones
- Uma Thurman
- Pamela Anderson
- Raúl Juliá
- Quentin Tarantino
- Robert Zemeckis
- James Cameron
- Benny Hill
- Jim Henson
- George Clooney
- Stanley Kubrick
- Steven Spielberg
- Bogusław Linda
- Katarzyna Figura
- Piotr Fronczewski
- Krystyna Janda
- Olaf Lubaszenko
- Władysław Pasikowski
- Jerzy Stuhr
- Juliusz Machulski
- Krzysztof Kieślowski

### Muzycy i zespoły zagraniczne
- Dr Alban
- Aqua
- Blur
- Björk
- Boyzone
- Coolio
- Scooter
- Scorpions
- R.E.M.
- Radiohead
- Take That
- Andrea Bocelli
- Eros Ramazzotti
- Sarah Brightman
- Enya
- Eazy-E
- Corona
- Captain Jack
- Cappella
- Amber
- Loona
- Londonbeat
- LeAnn Rimes
- Faith Evans
- Neneh Cherry
- Pantera
- Alice in Chains
- Alanis Morissette
- Mary J. Blige
- Lenny Kravitz
- Robert Miles
- Pearl Jam
- Meredith Brooks
- Beastie Boys
- Backstreet Boys
- Spice Girls
- Geri Halliwell
- Melanie C
- Emma Bunton
- Eagle-Eye Cherry
- Everything but the Girl
- Elton John
- Bruce Springsteen
- Billy Joel
- Bryan Adams
- Michael Bolton
- Tom Jones
- Cher
- Madonna
- Guns N’ Roses
- Red Hot Chili Peppers
- Modern Talking
- Michael Jackson
- Blue System
- Annie Lennox
- Bad Boys Blue
- Pet Shop Boys
- *NSYNC
- No Mercy
- Blink-182
- East 17
- The Fugees
- The Offspring
- The Prodigy
- The Verve
- The Cardigans
- The Cranberries
- The Corrs
- The Rembrandts
- TLC
- En Vogue
- Green Day
- Eminem
- Enigma
- Vanilla Ice
- Run-D.M.C.
- Massive Attack
- Jamiroquai
- All Saints
- Moby
- Sinéad O’Connor
- Suzanne Vega
- Wilson Phillips
- Skunk Anansie
- Silverchair
- Britney Spears
- Simply Red
- Tupac Shakur
- Savage Garden
- Kurt Cobain
- Soundgarden
- Kylie Minogue
- Dannii Minogue
- Natalie Imbruglia
- Jennifer Paige
- Jennifer Lopez
- Robbie Williams
- Enrique Iglesias
- Ricky Martin
- Christina Aguilera
- Shakira
- Gwen Stefani
- No Doubt
- Bon Jovi
- John Denver
- Jerry Cantrell
- Freddie Mercury
- Frank Zappa
- Luciano Pavarotti
- Nirvana
- Metallica
- U2
- UB40
- U96
- Roxette
- Blondie
- Tina Turner
- Frank Sinatra
- Ray Charles
- James Brown
- Seal
- Snap!
- Fun Factory
- DJ BoBo
- Haddaway
- Vengaboys
- Ace of Base
- Shania Twain
- Alexia
- Real McCoy
- Masterboy
- Mr. President
- MC Hammer
- Notorious B.I.G.
- 2Pac
- Jay-Z
- Wyclef Jean
- Shaggy
- Sash!
- Nana
- Paul van Dyk
- Lou Bega
- Moloko
- Garbage
- Oasis
- Queen
- Depeche Mode
- Duran Duran
- Nickelback
- Spin Doctors
- Bloodhound Gang
- Fatboy Slim
- Faithless
- The Chemical Brothers
- The Kelly Family
- 4 Non Blondes
- 2 Unlimited
- 2 Brothers on the 4th Floor
- La Bouche
- Loft
- Culture Beat
- Rednex
- Ice MC
- R’n’G
- Scatman John
- Sade
- Selena
- Paula Abdul
- Taylor Dayne
- Aerosmith
- Jean-Michel Jarre
- Vaya Con Dios
- Donna Lewis
- Lisa Stansfield
- Gloria Estefan
- Sheryl Crow
- Céline Dion
- Mariah Carey
- Toni Braxton
- Whitney Houston
- Whigfield
- Westbam
- Marusha
- Bathory
- AC/DC
- Nightwish

### Muzycy i zespoły polskie
- IRA
- O.N.A.
- Skawalker
- Acid Drinkers
- Czesław Niemen
- Big Cyc
- Kaliber 44
- Paktofonika
- Kury
- Mieczysław Fogg
- Ich Troje
- Irena Santor
- Ryszard Riedel
- Violetta Villas
- Maryla Rodowicz
- Edyta Górniak
- Kayah
- Justyna Steczkowska
- Natalia Kukulska
- Beata Kozidrak
- Anita Lipnicka
- Kasia Kowalska
- Edyta Bartosiewicz
- Anna Maria Jopek
- Kasia Nosowska
- Reni Jusis
- Andrzej Piaseczny
- Robert Chojnacki
- Gabriel Fleszar
- Grzegorz Markowski
- Budka Suflera
- Perfect
- Lady Pank
- Republika
- T.Love
- Wilki
- De Mono
- Kombi
- Maciej Maleńczuk
- Myslovitz
- Paweł Kukiz
- Piersi
- Bajm
- Hey
- Varius Manx
- Andrzej Zaucha
- Peja
- Liroy
- Norbi
- Sixteen
- De Su
- Bayer Full
- Boys
- Akcent
- Milano
- Classic
- Top One
- Fanatic
- Mister Dex
- Just 5
- Shazza
- Marlena Drozdowska
- Elektryczne Gitary

### Pisarze
- Wisława Szymborska
- Czesław Miłosz
- Stephen King
- Mario Puzo
- Jerzy Waldorff
- Zbigniew Herbert
- William Wharton
- Alfred Szklarski
- Zbigniew Nienacki
- William Golding
- Aleksandr Sołżenicyn
- Małgorzata Musierowicz
- Hanna Ożogowska
- Agnieszka Osiecka
- Anne Rice
- Andrzej Sapkowski
- Joanne Kathleen Rowling

### Sportowcy
- Michael Jordan
- Shaquille O’Neal
- Adam Małysz
- Renata Mauer-Różańska
- Tomasz Sikora
- Zinédine Zidane
- David Beckham
- Alan Shearer
- Arkadiusz Gołaś
- Diego Maradona
- Jürgen Klinsmann
- Lothar Matthäus
- Oliver Bierhoff
- Rudi Völler
- Marco van Basten
- Frank Rijkaard
- Ronald Koeman
- Ruud Gullit
- Dennis Bergkamp
- Gianfranco Zola
- Paolo Maldini
- Franco Baresi
- Roberto Baggio
- Davor Šuker
- Gabriel Batistuta
- Gheorghe Hagi
- George Weah
- Christo Stoiczkow
- Gary Lineker
- Mike Tyson
- Evander Holyfield
- Lennox Lewis
- Dariusz Michalczewski
- Andrzej Gołota
- Michael Owen
- Ronaldo
- Roland Ratzenberger
- Ayrton Senna
- Andrés Escobar
- Steffi Graf
- Martina Hingis
- Monica Seles
- Boris Becker
- Andre Agassi
- Pete Sampras
- Michael Doohan
- Michael Johnson
- Dominik Hašek
- Wayne Gretzky
- Lance Armstrong
- Tiger Woods
- Dennis Rodman
- David Robinson
- Hakeem Olajuwon
- Penny Hardaway
- Robert Korzeniowski
- Romário
- Thierry Henry
- Rivaldo
- Cafu
- Cláudio Taffarel
- Santiago Cañizares
- Ryan Giggs
- David Seaman
- Raúl González Blanco
- Michael Schumacher
- Peter Schmeichel
- Michael Laudrup
- David Ginola
- David Trezeguet
- Fabien Barthez
- Éric Cantona
- Roy Jones Jr.
- Óscar de la Hoya
- Alessandro Del Piero

### Duchowni
- Jan Paweł II
- Matka Teresa z Kalkuty
- XIV Dalajlama

### Pozostali
- Dale Frail
- Bill Gates
- Aleksander Gudzowaty
- Marek Papała
- Tadeusz Reichstein
- Aleksander Wolszczan
- Pablo Escobar